# René Robert Cavelier de La Salle
René Robert Cavelier de La Salle (Ruan, Normandía; 22 de noviembre de 1643 - cerca de la actual ciudad de Navasota, Texas; 19 de marzo de 1687) fue un explorador francés, célebre por sus incursiones en América del Norte, donde recorrió la región de los Grandes Lagos de los Estados Unidos y de Canadá, y después el río Misisipi, explorando los territorios ubicados entre el valle del río San Lorenzo y el delta del Misisipi.

## Biografía

### Juventud y estudios
René Robert era hijo de un acaudalado comerciante Jean Cavelier. Estudió en el colegio jesuita de Ruan y entró en el noviciado de la Compañía de Jesús, en la que formuló sus votos en 1660. Practicó la enseñanza en esta institución en las ciudades de Alenzón, Tours y Blois. A continuación, pidió ser relevado de sus votos por "debilidad moral", lo que le fue concedido el 27 de marzo de 1667. Había entrado en los jesuitas para complacer a su padre.

### Primer viaje

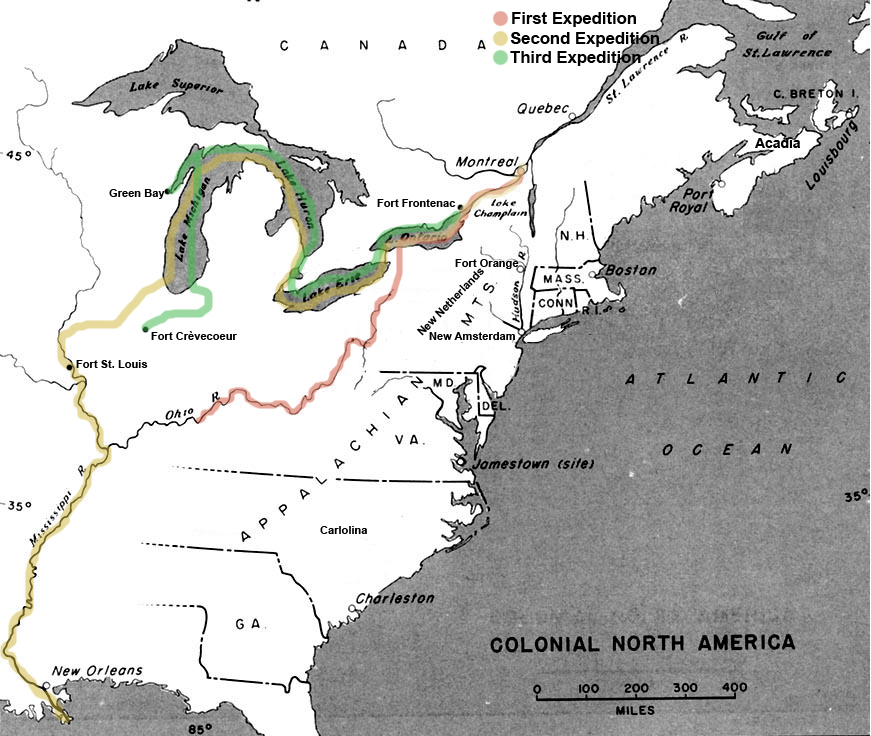
Mapa mostrando las expediciones de La Salle.

René Robert emprendió entonces su primer viaje a América, desembarcando en 1667 en la Nueva Francia, concretamente en Montreal, donde su hermano Jean, párroco en la iglesia de Saint-Sulpice, había llegado un año antes. Ocupó unas tierras en el extremo occidental de la isla de Montreal y la bautizó como «La Chine», en referencia a su deseo de encontrar una ruta para ir a China.
En 1669, financió una pequeña expedición que exploró los lagos Ontario y Erie. Llegó al río Ohio, pero no logró alcanzar el curso superior del Misisipi, que sería descubierto tres años más tarde por el explorador franco-canadiense Louis Jolliet y el padre jesuita Jacques Marquette. La expedición de La Salle se componía de cinco canoas y quince hombres; el padre Dollier de Casson y otros siete hombres viajaban con él en tres canoas suplementarias.
En 1674, estableció el fuerte Frontenac (actualmente Kingston) en las orillas del lago Ontario, como primer elemento de una empresa de comercio de pieles de castor. El fuerte fue bautizado con el nombre del gobernador de la Nueva Francia, Louis de Buade de Frontenac. A continuación partió de regreso hacia Francia (1674-75). Con el apoyo de Frontenac recibió no solo la concesión para el comercio de pieles junto con el permiso para instalar fuertes fronterizos, sino también un título nobiliario.

### Segundo viaje

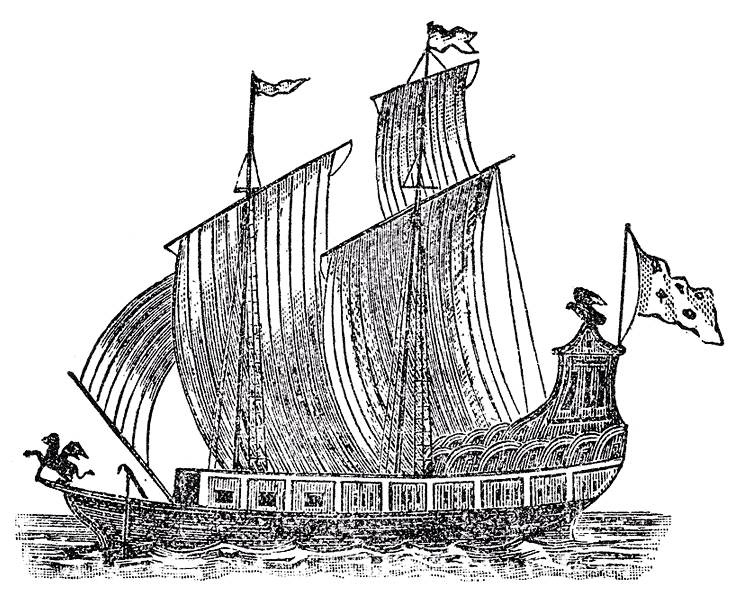
Esbozo de Le Griffon, el primer barco que navegó por los Grandes Lagos.

En el viaje de vuelta a Nueva Francia le acompañó Henri de Tonti, que se unirá a sus exploraciones. El 7 de agosto de 1678, La Salle llegó al Fuerte Conti, cerca de las cataratas del Niágara a bordo del Le Griffon, un barco de vela de 45 toneladas y 30/40 m de eslora que habían construido él y Tonti. Fueron los primeros europeos en surcar los Grandes Lagos. A remo alcanzaron el lago Erie y el lago Hurón y volvieron aguas abajo hasta el lago Míchigan. Le Griffon, durante su viaje de regreso, desapareció con cinco tripulantes y un cargamento de pieles.
El 1 de noviembre de 1678, La Salle edificó el Fuerte Miami en la desembocadura del río Miami, hoy río Saint-Joseph (lago Míchigan), y esperó el regreso de un grupo dirigido por Tonti, que estaba atravesando la península a pie. Tonti llegó el 20 de noviembre y el 3 de diciembre todo el grupo remontó el Saint-Joseph hasta alcanzar un puerto en el río Kankakee, ya en la cuenca del Misisipí. Siguieron su curso aguas abajo hasta la confluencia con el río Des Plaines (donde nace formalmente el río Illinois), lugar en el que emplazaron el Fuerte Crèvecœur, cerca de la actual ciudad de Peoria (Illinois).
La Salle, ante la deserción de muchos de sus hombres, decidió regresar hacia el Fuerte Frontenac para reavituallarse. Mientras tanto, Louis Hennepin, un sacerdote y misionero valón que iba en la expedición, decidió continuar con dos hombres más y siguió el río Illinois hasta su unión con el Misisipi. Luego remontaron otra vez el Misisipi hasta la cascada de San Antonio, donde está la actual Minnesota. 
El 11 de abril de 1680 fueron tomados prisioneros por los sioux cerca de la desembocadura del Illinois. En julio, el comerciante de pieles francés Daniel Greysolon, sieur du Lhut negoció su liberación. A partir de aquí, comienza el misterio. Hennepin dijo haber descendido el Misisipí hasta su desembocadura, aunque muchos historiadores han cuestionado este hecho.
Mientras, durante la ausencia de La Salle, los soldados de Fuerte Crèvecœur se habían amotinado y expulsado a Tonti, a quien La Salle había dejado a cargo del fuerte. La Salle capturó a los amotinados en el lago Ontario y encontró a Tonti en Michilimackinaw (hoy Mackinaw).

#### Exploración del Misisipi

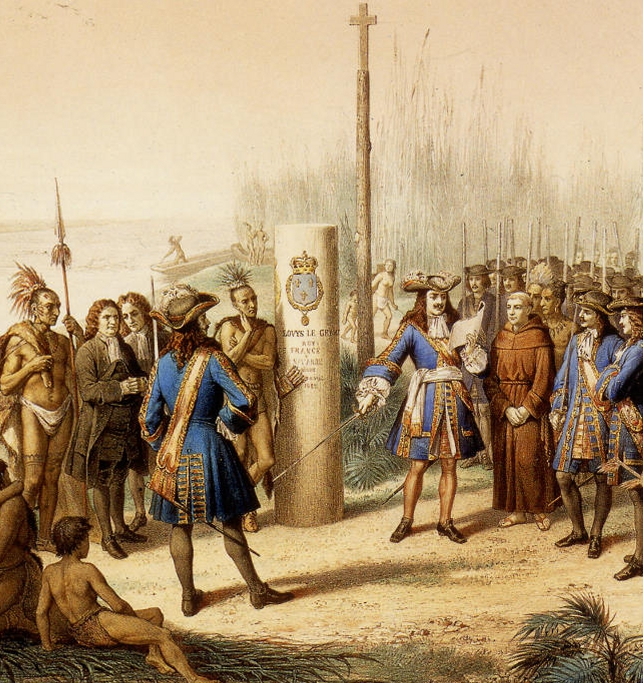
Toma de posesión de la Louisiane por de la Salle en nombre del reino de Francia.

La Salle preparó entonces todo lo necesario para una nueva expedición. Dejando en Fuerte Crèvecœur una dotación de 23 franceses y 18 amerindios, llegaron al extremo sur del lago Míchigan en 1680 y en 1682 descendieron el Misisipi hasta llegar al golfo de México. El 9 de abril tomó posesión de ese vasto territorio en nombre de Francia y le dio el nombre de Luisiana, en honor del rey Luis XIV. 
En la desembocadura del Misisipi, cerca de la actual Venice (Luisiana), La Salle enterró un plato grabado y una cruz reivindicando el territorio para Francia; ese territorio correspondía aproximadamente con toda la enorme cuenca del río Misisipi, y pasó a ser denominado La Luisiana en homenaje al rey francés Luis XIV, quien poco agradecido, escribirá al gobernador de La Barre que este descubrimiento es «muy inútil y que en lo sucesivo debería de impedir tales descubrimientos», e («fort inutile et qu’il faut dans la suite empêcher de pareilles découvertes»), incluso se le ordena regresar y establecer una colonia.
En 1683, durante su viaje de vuelta, estableció un nuevo fuerte en Starved Rock junto al río Illinois, para reemplazar al Fuerte Crèvecœur. Tonti quedó a cargo del fuerte mientras que La Salle volvió de nuevo a Francia a fin de reunir medios para una nueva expedición, con el fin de instalar un puesto comercial en la desembocadura del río Misisipi y desarrollar un comercio de pieles competidor con el de los jesuitas de Quebec.

### Tercer viaje

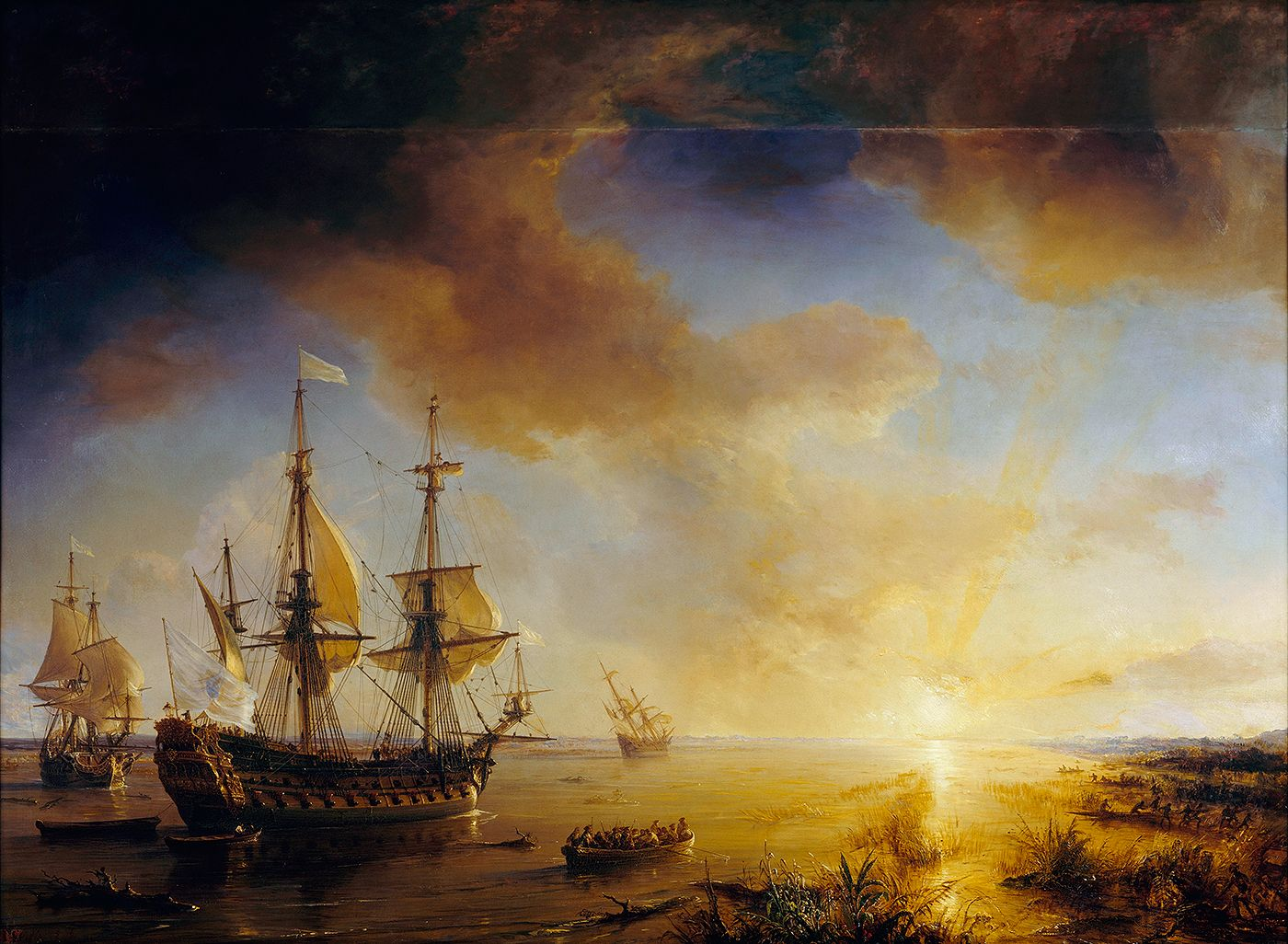
Expédition de Robert Cavelier de La Salle à la Louisiane en 1684, pintado en 1844 por Théodore Gudin. La Belle está a la izquierda, Le Joly en el centro y L'Aimable está a la derecha.

Fue el rey de Francia Luis XIV, al que España acababa de declarar la guerra en octubre de 1683, el que aportó los fondos necesarios para montar una expedición con el fin de asegurar un mejor control de Francia sobre América del Norte, y también para vigilar las minas de plata de México que alimentaban las arcas de Carlos II de España.
Si este es el medio real cédula de La Salle de la deuda para financiar su expedición, la verdadera motivación del navegador es su sed de riqueza y grandeza. Por lo tanto La Salle parte sale de la habitación usando La Rochelle 24 de julio de 1684
A su regreso en 1684, La Salle ostentaba el título de gobernador de Luisiana y encabezaba una gran expedición, compuesta de cuatro barcos y 300 colonos incluyendo militares, con el fin de establecer una colonia francesa en el golfo de México, en la desembocadura del río Misisipi. El rey Sol le concedió el buque de guerra Joly y una amplia barcaza —una especie de pequeña fragata— el Belle. Para transportar a esos colonos, soldados y tripulación, sin contar la carga, La Salle debió de alquilar otros dos buques: la fragata Aimable y el ketch Saint-François. 
La expedición padeció los ataques de los piratas, de los indios hostiles y algunos errores de navegación. El Saint-François se perdió y cayó en manos de corsarios españoles en las Indias Occidentales, a la altura de La Española. La expedición sobrepasó la desembocadura del Misisipi y continuó durante dos semanas más a lo largo de la costa hacia el oeste, llegando cerca de la bahía de Matagorda (hoy Texas). La navegación de la época era imprecisa y si la determinación de la latitud era aproximadamente correcta, la longitud, en ausencia de cronómetros precisos que no aparecieron hasta el siglo XVIII, era muy deficiente. La Salle se dio cuenta de su error y decidió hacer escala en la bahía. En el momento de la maniobra para entrar en la bahía el Aimable encalló sobre un banco de arena y se hundió. Casi la totalidad de su carga se perdió. El comandante Tanguy Le Gallois de Beaujeu, capitán de la Marina Real que comandaba el Joly, disputa con La Salle y decidió regresar. Dejó la carga del Joly y regresó a Francia en marzo de 1685 con el personal a bordo que desertó. A su llegada a Francia, predijo el inevitable y suicida fracaso de la expedición. La Salle solo contaba con un barco, La Belle, y con 180 personas a bordo de las 300 que salieron de La Rochelle unos meses antes. Finalmente, los restantes miembros de la expedición se vieron obligados finalmente a disponer de un lugar seguro, estableciendo el Fuerte Saint-Louis cerca de Victoria, Texas.
La Salle continuó con su exploración, esta vez hacia el este para intentar encontrar la boca del Misisipi. Desgraciadamente para él, estaba a más de 600 km del río. Y sus intentos infructuosos debieron de hacer frente a los indios hostiles, la malnutrición, los desertores y a las muertes accidentales. En febrero de 1686, su último barco, La Belle, quedó atrapado por una tempestad y encalló en la bahía de Matagorda. Después de dos años largos y duros que vieron la colonia de 180 almas quedar reducida a 40 personas, entre ellas siete niños, La Salle decidió tentar a la suerte. Abandonó el campo a pie con 16 hombres, entre ellos su hermano mayor Jean Cavelier, sacerdote de su estado, Colin Crevel de Morang, el sobrino de La Salle y Henri Joutel, su hombre de confianza. Pero los hombres se amotinaron y La Salle fue asesinado el 19 de marzo de 1687, en algún lugar cerca de la actual ciudad de Navasota.
La colonia perduró hasta 1688, cuando los indios karankawa masacraron a los 20 adultos que seguían habitando el fuerte y tomaron a cinco niños como cautivos. Henri Joutel, que había sobrevivido al motín que se cobró la vida de La Salle, continuó la ruta acompañado de Jean Cavelier y otros cinco hombres a pie hasta el Misisipí, y, a continuación, hasta Quebec, donde la mayoría de ellos se detuvo. Cuando se enteró de la suerte de la expedición, Tonti envió misiones de búsqueda en 1689, pero no se encontraron sobrevivientes. El relato principal de esta expedición proviene del diario de Henri Joutel, considerado por los historiadores como la principal fuente de información objetiva sobre el tema.

## La pérdida de los territorios

Mapa de los territorios que integraban la Nueva Francia (en azul) antes de 1763.

La Salle ofreció un vasto territorio a Luis XIV en el centro de América del Norte. La Nueva Francia canadiense y la margen izquierda del Misisipí se perdieron en favor de Inglaterra en 1763, al final de la Guerra de los Siete Años. La margen derecha del río Misisipí y Nueva Orleans fueron cedidos a España en 1762 mediante el Tratado de Fontainebleau. En 1800, Francia recuperó la Luisiana de los españoles por el Tratado de San Ildefonso. El 18 de diciembre de 1803, la Luisiana fue cedida a los Estados Unidos por Napoleón Bonaparte. Quince de los actuales estados de la Unión Americana han sido, total o parcialmente, delimitados en el antiguo territorio de la Luisiana francesa.

## La Salle actualmente

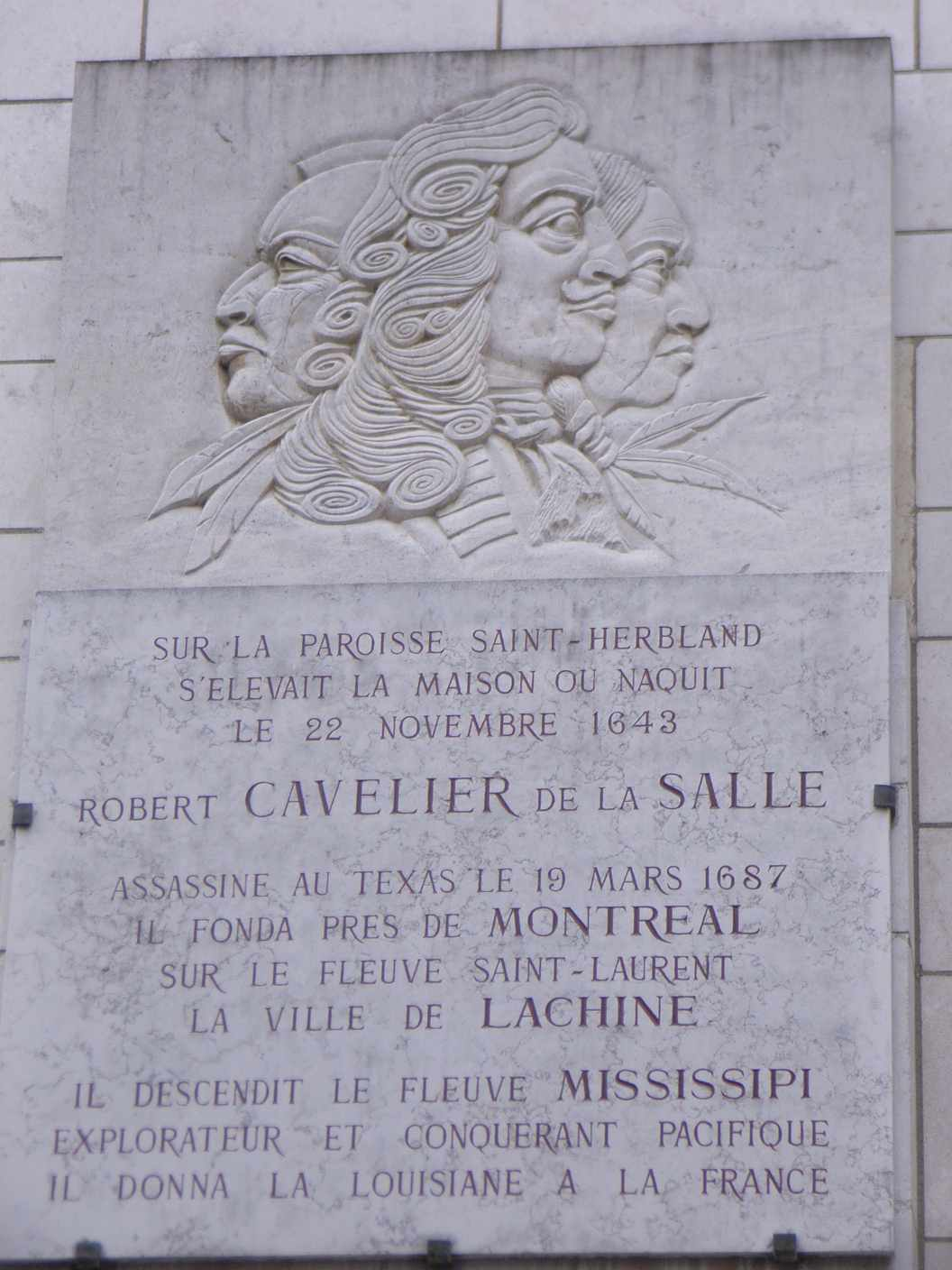
Placa conmemorativa en Ruan.

Los restos del último barco de La Salle, la larga barca La Belle, cuya ubicación figuraba en los antiguos mapas españoles y franceses, fue redescubierto en 1995 en el barro de la bahía de Matagorda (localizada a unos 130 km al noreste de Corpus Christi). Los restos del naufragio y el equipo de a bordo, que se ha vuelto a montar por los arqueólogos, se muestran en diferentes lugares en Texas en virtud de un préstamo hecho por Francia durante 99 años. (Véase Enlaces externos).
La propiedad francesa de los restos de La Belle ha debido ser confirmada por un acuerdo entre Estados Unidos y Francia, firmado en Washington D. C. el 31 de marzo de 2003, y ha sido objeto del Decreto 2003-540 de 17 de junio de 2003, publicado en el Diario Oficial de la República Francesa 24 de junio de 2003, página 10.560.
Muchos lugares han sido nombrados en su honor, como el barrio de LaSalle, en la ciudad de Montreal; la ciudad de LaSalle, en el estado de Illinois; una gran calle de Chicago, la calle LaSalle (LaSalle street); el Fuerte La Salle de la Royal Military College, en Kingston, Ontario, nombrado en 1913. No debe confundirse con varios colegios e instituciones educativas en el mundo que llevan el nombre de La Salle, pero honran a San Juan Bautista de La Salle, originario de Reims (Francia).
En 1927, Alfred P. Sloan, entonces presidente de la General Motors bautizó la marca automóviles «LaSalle» en su honor. La marca se produjo hasta 1940 como submarca de Cadillac.